# Subulatomonas
Subulatomonas tetraspora es un protozoo ameboflagelado que carece de mitocondrias, pero que presenta numerosas diferencias con respecto a otras amebas amitocondriales, por lo que se le clasifica en un grupo aparte, Breviatea, junto con la especie Breviata anatema.
Es un organismo marino microaerófilo caracterizado por la presencia de un largo cuello, que lo distingue morfológicamente de Breviata anatema. Otra característica distintiva es la formación de quistes en grupos de cuatro, de forma esférica y virtualmente idénticos. Se le incluye en la clase Breviatea, aunque las relaciones con los demás grupos no están claras. Cavalier-Smith lo incluye en Sulcozoa.